# Kombolcha
Kombolcha (Amhaars: ኮምቦልቻ) is een stad in noord-centraal Ethiopië, gelegen in de zone Zuid-Wollo van de regio Amhara. Sommige gidsen beschrijven Kombolcha als de tweelingstad van Dessie, dat een twaalftal kilometer meer noordwestelijk ligt. Beide steden zijn bijzonder strategisch gelegen, aan de vertakking van de hoofdweg vanuit de hoofdstad Addis Abeba in het zuiden naar enerzijds de haven van Djibouti in het oosten, en de regio Tigray in het noordwesten. De regio werd dan ook fel bevochten in 2021, tijdens de Oorlog in Tigray.  